# MANISH
MANISH (マニッシュ?) è il nome di un gruppo musicale J-pop femminile attivo fra il 1990 ed il 2002, composto dalla cantante Misuzu Takahashi (高橋美鈴?, Misuzu Takahashi) (nata il 19 febbraio 1974 a Tokyo) e la tastierista Mari Nishimoto (西本麻里?, Mari Nishimoto) (nata il 9 febbraio 1983 a Tokyo. Inizialmente il gruppo era nato con il nome DALI (ダリ?) ed era composto da quattro elementi: oltre alla Takahashi e alla Nishimoto, facevano parte del gruppo anche Akira Ishizawa e Sayuri Tsuchiya, che abbandonarono il progetto subito dopo la pubblicazione del loro primo singolo: Moonlight densetsu.
Moonlight Densetsu è sicuramente il brano più celebre del gruppo, essendo stato la sigla per le prime quattro stagioni dell'anime Sailor Moon, oltre che oggetto di cover in varie lingue nei paesi del mondo in cui l'anime fu trasmesso. Per via del loro stile musicale uptempo rock, il duo fu definito come una versione femminile di B'z.

## Discografia
- 1993 - MANISH
- 1994 - INDIVIDUAL
- 1996 - Cheer!
- 1998 - MANISH BEST -Escalation-
- 2002 - Complete of MANISH at the BEING studio
- 2007 - BEST OF BEST 1000